# うす羽蝶
『うす羽蝶』（うすはちょう）は、TBS平日1時30分枠の連続ドラマとして1966年10月3日から12月2日まで放送された連続テレビ映画である。白黒作品。全45回。

## 概要
古代ギリシア哲学研究者にして大学教授も務めた森泰三の原作をもとに、木曽山中の里を舞台に男女4人の恋愛を描くメロドラマ。姿美千子は本作が昼メロ初出演となる。なお、音楽の北村和夫は俳優の北村和夫とは同名異人である。

## 物語
漆器の産地として知られる木曽平沢。唯一の肉親だった父に死なれて天涯孤独の身になった綾は、やがて村の有力者戸樫家の次男にして蒔絵師の伸次と結婚し、幸福な日々を過ごしていた。しかし、伸次はふと知り合った情熱的な牧子と深い仲になってしまう。夫の浮気を知って苦悩する綾の心を慰めたのは、兄嫁を慕い続けていた戸樫家の三男にしてダム建設技師の三郎だった。

## キャスト
- 戸樫綾 - 姿美千子
- 戸樫伸次 - 細川俊之
- 戸樫三郎 - 江守徹
- 野沢牧子 - 赤座美代子
- 戸樫清助 - 起田志郎
- 戸樫清一 - 松枝錦治
- 戸樫高子 - 高橋あや子
- 野沢 - 小瀬格
- 今福正雄
- 松下砂稚子

## スタッフ
- 原作：森泰三「杜鵑」
- 脚本：長尾広生
- 監督：原田治夫
- 音楽：北村和夫
- プロデューサー：黒岩健而、高森富生（大映テレビ室）、杉江英夫 (TBS)
- 制作：大映テレビ室、TBS